# Denis Colle
Denis Colle (Gent, 29 augustus 1988) is een Belgisch snowboarder.

## Levensloop
Op de World Cup in de Copper Mountains in Colorado van 2013 werd Colle tweemaal vierde en eerste Europeaan. 
Op de Paralympische Winterspelen van 2014 in Sotsji is hij een van de twee Belgische deelnemers. Hij werd er zesde in de snowboardcross. Colle onderging een onderbeenamputatie.